# Gió lộng (tập thơ)
Gió lộng là tập thơ của nhà thơ Tố Hữu, được sáng tác trong khoảng thời gian từ năm 1955 đến 1961.

## Hoàn cảnh lịch sử
Tập thơ được Tố Hữu viết trong khoảng thời gian miền Bắc đang xây dựng xã hội chủ nghĩa và miền Nam đang tiếp tục đấu tranh chống Mỹ. Năm 1954, miền Bắc hoàn toàn giải phóng, những kế hoạch 5 năm xây dựng đất nước được triển khai. Tập thơ Gió lộng thể hiện nỗi niềm phấn chấn của người xây dựng đất nước: "Gió lộng đường khơi rộng đất trời".

## Nội dung tập thơ
Tập thơ Gió Lộng "khai thác những nguồn cảm hứng lớn, cũng là những tình cảm bao trùm trong đời sống tinh thần của con người Việt Nam đương thời: niềm vui, niềm tự hào, tin tưởng ở công cuộc xây dựng cuộc sống mới xã hội chủ nghĩa trên miền Bắc, tình cảm với miền Nam và ý chí thống nhất Tổ Quốc, tình cảm quốc tế vô sản rộng mở với các nước anh em".

## Nghệ thuật
Tập thơ mang đậm cảm hứng lãng mạn cùng khuynh hướng sử thi và thể hiện một cái tôi công dân.

## Một số tác phẩm tiêu biểu
- 1. Xưa... nay
- 2. Quê mẹ
- 3. Hai anh em
- 4. Quang vinh Tổ quốc chúng ta
- 5. Chị là người mẹ
- 6. Trên miền Bắc mùa xuân
- 7. Hoa tím
- 8. Qua Liễu Châu
- 9. Phạm Hồng Thái
- 10. Đường sang nước bạn
- 11. Mục Nam Quan
- 12. Trước Krem-lin
- 13. Với Lê-nin
- 14. Mùa thu mới
- 15. Người con gái Việt Nam
- 16. Ba bài thơ trăng
- 17. Thù muôn đời muôn kiếp không tan
- 18. Bay cao
- 19. Em ơi... Ba Lan
- 20. Ba mươi năm đời ta có Đảng
- 21. Tiếng chổi tre
- 22. Tiếng ru
- 23. Cánh chim không mỏi
- 24. Bài ca mùa xuân 1961
- 25. Mẹ Tơm